# Júzó Kurihara
Júzó Kurihara (japonsky: 栗原 勇蔵, * 18. září 1983 ve čtvrti Seja (瀬谷区) města Jokohama, prefektura Kanagawa) je japonský fotbalista.

## Reprezentační kariéra
Júzó Kurihara odehrál 20 reprezentačních utkání. S japonskou reprezentací se zúčastnil Konfederačního pohár FIFA 2013.

## Statistiky
| Japonsko | Japonsko | Japonsko |
| Roky     | Záp.     | Góly     |
| -------- | -------- | -------- |
| 2006     | 1        | 0        |
| 2007     | 0        | 0        |
| 2008     | 0        | 0        |
| 2009     | 0        | 0        |
| 2010     | 4        | 0        |
| 2011     | 3        | 0        |
| 2012     | 5        | 2        |
| 2013     | 7        | 1        |
| Celkem   | 20       | 3        |